# Christopher Higgins
Christopher Robert „Chris“ Higgins (* 2. Juni 1983 in Smithtown, New York) ist ein ehemaliger US-amerikanischer Eishockeyspieler, der im Verlauf seiner Karriere zwischen 2001 und 2016 unter anderem 773 Spiele für die Canadiens de Montréal, New York Rangers, Calgary Flames, Florida Panthers und Vancouver Canucks in der National Hockey League auf der Position des linken Flügelstürmers bestritten hat.

## Karriere

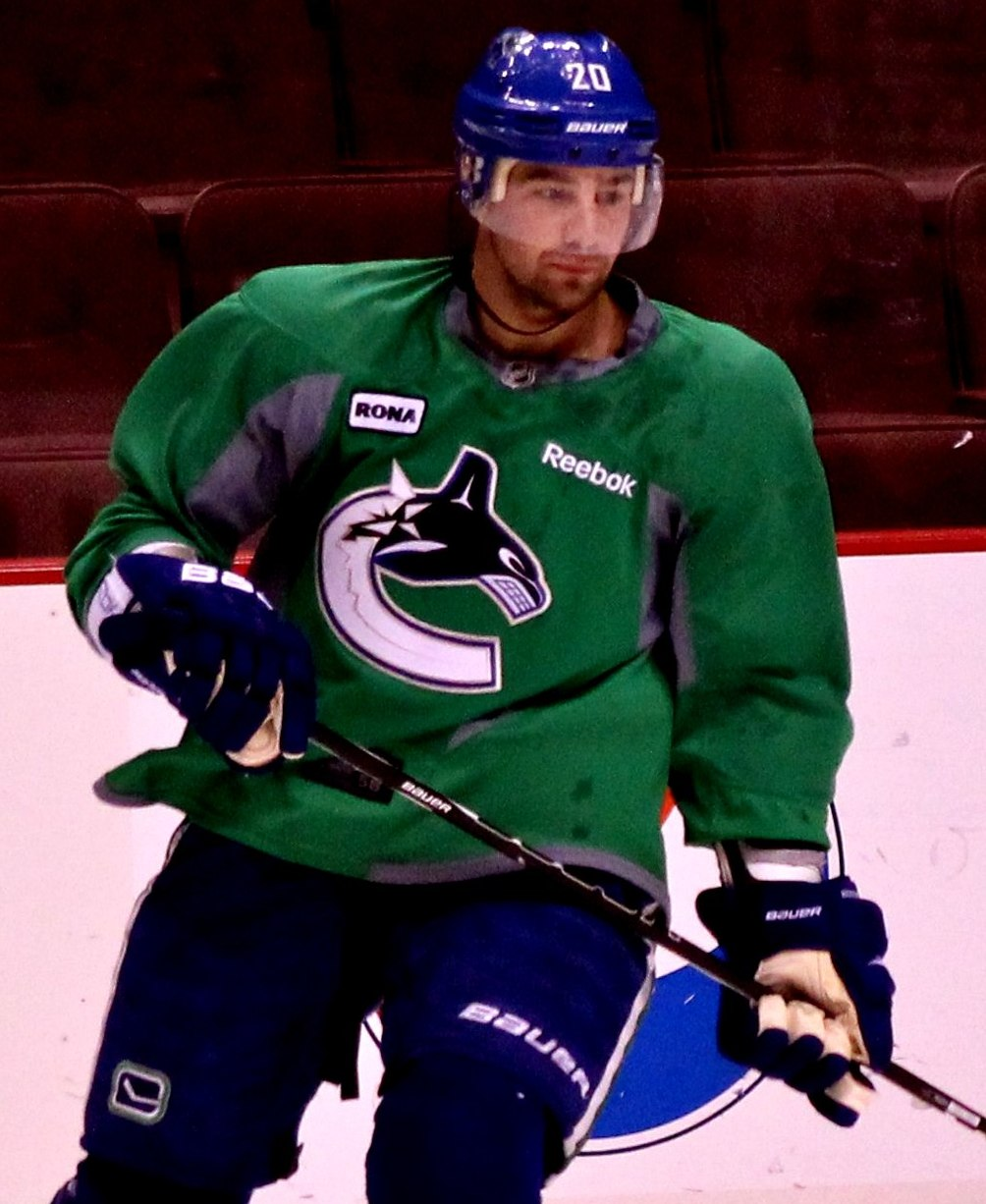
Higgins im Trainingstrikot der Vancouver Canucks (2012)

Higgins spielte während seiner Collegezeit für das Team der Yale University in der ECAC Hockey, einer Liga im Spielbetrieb der National Collegiate Athletic Association (NCAA), bevor er beim NHL Entry Draft 2002 als 14. in der ersten Runde von den Canadiens de Montréal aus der National Hockey League (NHL) ausgewählt (gedraftet) wurde. Im Jahr 2002 wurde der linke Flügelstürmer zum ECAC Rookie des Jahres sowie ins ECAC All-Rookie Team gewählt. Ein Jahr später schaffte er den Sprung ins ECAC First All-Star Team und bekam die Auszeichnung zum ECAC Spieler des Jahres.
Schon in der Saison 2003/04 stand der Linksschütze zweimal für die Canadiens de Montréal in der NHL auf dem Eis, die restliche Zeit wie auch den Lockout in der folgenden Spielzeit verbrachte Higgins bei den Hamilton Bulldogs, einem Farmteam der Canadiens in der American Hockey League (AHL). Ab der Saison 2005/06 spielte der Stürmer regelmäßig für die Habs in der höchsten nordamerikanischen Profiliga, sein erstes NHL-Tor erzielte Higgins am 6. Oktober 2005 in einer Partie gegen die New York Rangers im Madison Square Garden und damit in seinem Heimatstaat New York. Schlussendlich war der Stürmer bis zum Ende der Spielzeit 2008/09 in der franko-kanadischen Metropole aktiv, ehe er Ende Juni 2009 im Rahmen eines sechs Spieler umfassenden Transfergeschäfts an die New York Rangers abgegeben wurde. Gemeinsam mit ihm wechselten Ryan McDonagh und Pawel Walentenko mit ihm nach New York, während die Canadiens im Gegenzug Scott Gomez, Tom Pyatt und Michael Busto erhielten.
Nachdem Higgins im Verlauf der Saison 2009/10 keine Argumente für eine Vertragsverlängerung über den Sommer 2010 hinaus sammeln konnte, war er im Februar 2010 abermals Teil eines Transfers, als er mit dem Tschechen Aleš Kotalík im Tausch für Olli Jokinen und Brandon Prust zu den Calgary Flames wechselte. Für die Flames bestritt der Stürmer im restlichen Saisonverlauf zwölf Spiele, ehe er sich im Juli 2010 als Free Agent den Florida Panthers anschloss. Auch dort fand der US-Amerikaner keine sportliche Heimat, da er Ende Februar 2011 kurz vor der Trade Deadline für Evan Oberg und ein Drittrunden-Wahlrecht im NHL Entry Draft 2013 an die Vancouver Canucks abgegeben wurde. In der Folge erreichte Higgins mit den Canucks die Finalserie der Stanley-Cup-Playoffs 2011 und erhielt daraufhin einen Anschlussvertrag. Der Flügelstürmer blieb letztlich noch fünf Spielzeiten in der Organisation Vancouvers, ehe der 33-Jährige im Sommer 2016 seine aktive Karriere beendete.

### International
Mit der US-amerikanischen U20-Nationalmannschaft nahm Christopher Higgins an den U20-Junioren-Weltmeisterschaften der Jahre 2002 und 2003 teil. In insgesamt 14 Endrundenspielen erzielte der Angreifer sieben Tore und fünf Assists. In der US-amerikanischen A-Nationalmannschaft debütierte er bei der Weltmeisterschaft 2009 und kam dabei zu sechs Einsätzen.

## Erfolge und Auszeichnungen
| - 2002 ECAC All-Rookie Team - 2002 ECAC Second All-Star Team - 2002 ECAC Rookie of the Year | - 2003 ECAC First All-Star Team - 2003 ECAC Player of the Year (gemeinsam mit David LeNeveu) - 2003 NCAA East First All-American Team |

## Karrierestatistik

### International
Vertrat die USA bei:
- U20-Junioren-Weltmeisterschaft 2002
- U20-Junioren-Weltmeisterschaft 2003
- Weltmeisterschaft 2009

(Legende zur Spielerstatistik: Sp oder GP = absolvierte Spiele; T oder G = erzielte Tore; V oder A = erzielte Assists; Pkt oder Pts = erzielte Scorerpunkte; SM oder PIM = erhaltene Strafminuten; +/− = Plus/Minus-Bilanz; PP = erzielte Überzahltore; SH = erzielte Unterzahltore; GW = erzielte Siegtore; 1 Play-downs/Relegation; Kursiv: Statistik nicht vollständig)